# كابسوسيفون
كابسوسيفون هو جنس من الطحالب الخضراء في عائلة اليخضورات.

## التأثير
الكالسيوم والحديد وفيران بشكل خاص في المكونات العامة للميزوفيل، مع 20.6 ٪ من البروتين، 0.5 ٪ من الدهون، 35.4 ٪ من الكربوهيدرات، 1.5 ٪ من الألياف و 22.7 ٪ من المعادن. مكونات المنتج المجفف هي بروتين خام 4.6 ٪ ~ 6.6 ٪، والدهون الخام 1.1 ~ 1.4 ٪، والألياف الخام 2.5 ~ 4.2 ٪، والرماد 28.6 ~ 49.2 ٪ وخالية من النيتروجين الذائب 40.9 ~ 60.9 ٪. إنه صالح للأكل بشكل أساسي في المنطقة الساحلية الجنوبية وله طعم حلو من الطفيليات لذلك فهو لذيذ. له تأثير جيد في منع وتهدئة قرحة المعدة أو قرحة الاثني عشر. ويقال أنه يستخدم كعلاج خاصة في حالات انخفاض ضغط الدم وارتفاع ضغط الدم وتصلب الشرايين. يحتوي على كمية كبيرة من الكالسيوم والحديد، وهو جيد للأطفال لتعزيز النمو والوقاية من هشاشة العظام.